# 山珊瑚
山珊瑚（学名：Galeola faberi）为兰科山珊瑚属下的一个种。种名faberi以19世纪来中国传教、收集植物的德国植物学家花之安（Ernst Faber, 1839-1899）的名字命名。